# Hala Mistrzów
Hala Mistrzów – hala sportowo-widowiskowa we Włocławku. Hala została oddana do użytku we wrześniu 2001. Uroczystość otwarcia połączono z meczem drużyn SKK Spójnia Stargard Szczeciński i Anwil Włocławek.
Obiekt jest uważany za jeden z ładniejszych i najbardziej funkcjonalnych obiektów, w których rozgrywane są mecze Ekstraklasy koszykówki mężczyzn w Polsce. Spełnia wszelkie wymogi stawiane przez FIBA oraz inne światowe i europejskie organizacje sportowe. Jest to budynek jednokondygnacyjny, wolnostojący.
Hala odznacza się unikatową, dwukierunkowo sprężaną konstrukcją cięgnową dachu. Jej charakterystyczny, nowoczesny wygląd doceniają nie tylko mieszkańcy i goście Włocławka, ale również gremia licznych konkursów architektonicznych. W swojej krótkiej historii obiekt gościł już reprezentacje siatkarskie i koszykarskie.

## Projektanci
- projekt architektoniczny: mgr inż. arch. Wojciech Ryżyński, prof. dr hab. inż. Andrzej Ryżyński, mgr inż. arch. Magdalena Sobisiak.
- projekt konstrukcyjny: autor konstrukcji obiektu, naciągu dachu oraz całej prefabrykacji – mgr inż. Henryk Nowacki; sprawdzający – prof. dr hab. inż. Andrzej Ryżyński.

## Wykonawcy
- Główny wykonawca – Konsorcjum: Pekabex S.A., Aglomer sp. z o.o., Atlantis S.A.;
- Główny podwykonawca – Przedsiębiorstwo Budowlano-Inwestycyjne „Rembud”;
- Infrastruktura zewnętrzna – „Hydrobudowa” S.A. Włocławek.

## Informacje techniczne
- powierzchnia użytkowa: 8819,89 m²;
- kubatura: 68 922 m³;
- powierzchnia boiska: 1558,75 m² (53,75 × 29 m);
- powierzchnia trybun: 3141,84 m²;
- liczba miejsc: 4202 (3750 stałych);
- maksymalne natężenie oświetlenia: ponad 3000 luksów;
- podłoga typu: Hamberger Sportboden – „Haro”;
- monitoring (16 kamer);
- koszt wraz z infrastrukturą: 22 mln złotych.

## Dojazd
Hala usytuowana jest przy przebiegającej przez Włocławek drodze krajowej nr 91. Dojazd z dworca PKP/PKS autobusami linii 3 i 15. Inne autobusy kursujące w pobliżu hali to 12, 23 oraz P.